# Peter Humblot
Peter Humblot (* 13. März 1779 in Berlin; † 11. Dezember 1828 ebenda) war ein deutscher Buchhändler und Verleger.

## Leben
Peter Humblot war der zweite Sohn eines Messerschmieds aus Langres in der Champagne, der sich in Berlin niedergelassen hatte. Er besuchte das Friedrichswerdersche Gymnasium und begann im Alter von 14 Jahren eine Lehre in der Franckeschen Buchhandlung. 1798 wechselte er zur Thomasschen Buchhandlung in Braunschweig und zwei Jahre später zur Deckersche Buchhandlung in Basel. 1802 kehrte er nach Berlin zurück und arbeitete in der Buchhandlung Haude & Spener. Nach einem Zwischenspiel in Paris kehrte er 1806 nach Berlin zurück. Mit seinem Freund Karl Duncker übernahm er dort zum 1. Januar 1809 die Fröhlichsche Buchhandlung. Die Firma Duncker & Humblot entwickelte sich zu einem erfolgreichen und renommierten Berliner Verlag.
1828 wurde Humblot zum Stadtverordneten gewählt. Er versuchte, auch bei den Regierenden das Bewusstsein für den Nutzen des Urheberschutzes zu wecken.
Peter Humblot heiratete 1812 die Tochter Amélie (1789–1877) des Berliner Juweliers André Paul Jordan (1763–1830). Die Tochter Bertha (1820–1910) heiratete 1840 den Physiker und Chemiker Heinrich Gustav Magnus.